# 玉川上水駅

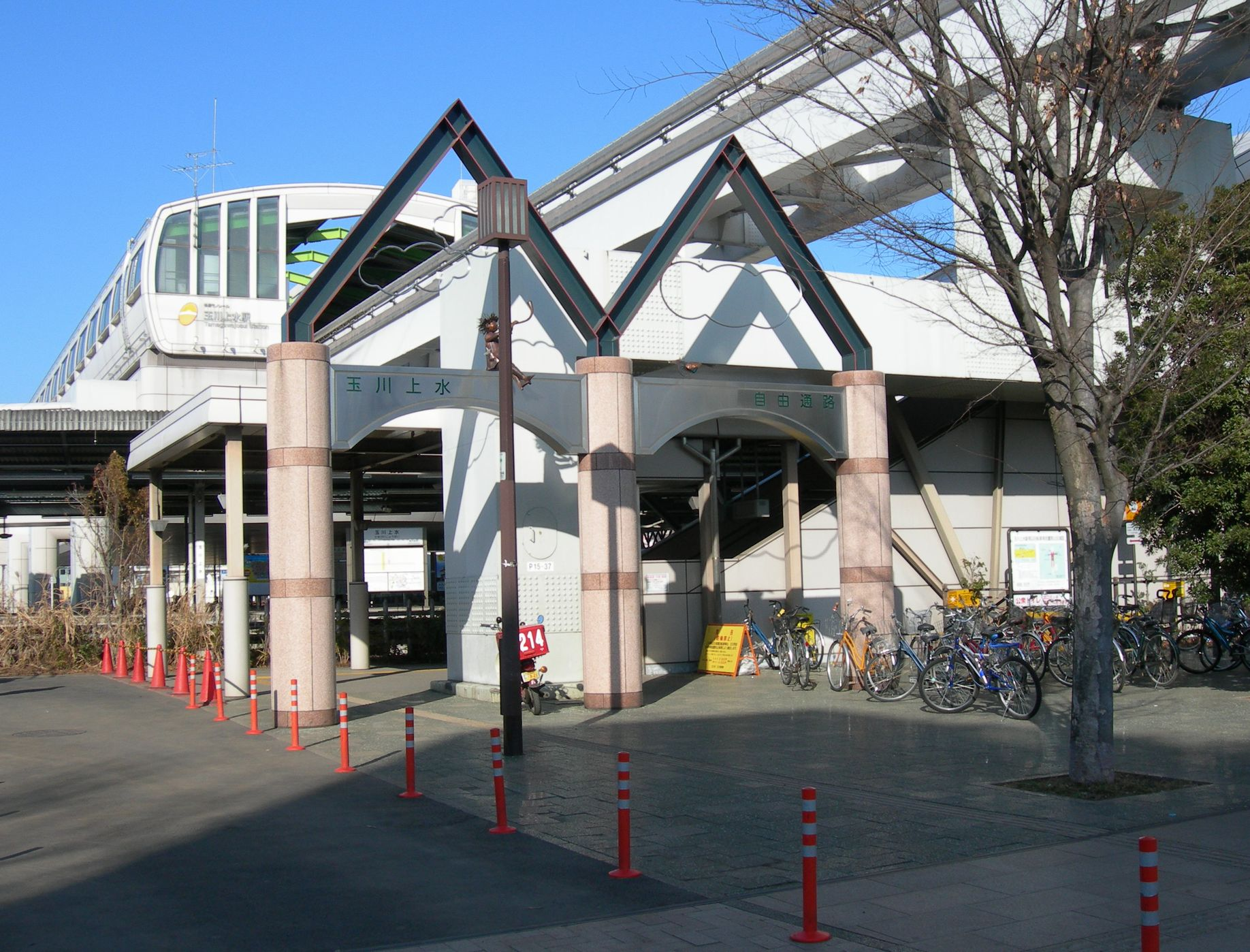
南口（2008年1月）

玉川上水駅（たまがわじょうすいえき）は、東京都立川市と東大和市にある、西武鉄道・多摩都市モノレールの駅。駅番号は、西武鉄道がSS33、多摩都市モノレールはTT17。
西武鉄道の拝島線と、多摩都市モノレールの多摩都市モノレール線が乗り入れ、接続駅となっている。
所在地は、西武鉄道が立川市幸町六丁目、多摩都市モノレールが東大和市桜が丘四丁目である。

## 歴史
- 1949年（昭和24年）5月：小川 - 玉川上水間に敷設されていた日立航空機立川工場までの専用線を西武鉄道が日興工業から譲り受ける。
- 1950年（昭和25年）5月15日：小川 - 玉川上水間を上水線として営業開始。当駅が始発駅として開業する。
- 1968年（昭和43年）5月15日：上水線を拝島線に改称し、玉川上水 - 拝島間を延伸。
- 1989年（平成元年）12月10日：駅構造を現在の島式ホーム2面3線に改良[3]。
- 1998年（平成10年）11月27日：多摩都市モノレールの駅が開業[4]。これに伴い西武鉄道は1999年3月までにホームの移設と橋上駅舎化・連絡通路の新設を実施。同時に構内踏切は除却。
- 2007年（平成19年）11月：西武拝島線ホームに待合室を設置。

## 駅構造
西武拝島線の橋上駅舎と多摩都市モノレールの改札口が南北方向の自由通路を挟んで位置し、同一平面で乗り換えできる。自由通路は西武拝島線ホームを跨ぎ、両線の駅出入口として機能する他、立川市側と東大和市側を結ぶ歩行者通路にもなっている。
現在の駅構造となった契機は、1998年（平成10年）の多摩都市モノレール開業である。それまで西武拝島線は駅の西側において芋窪街道と踏切による平面交差（現在の多摩都市モノレール・自由通路の直下）となっており、ホームは踏切脇（現在よりホームの位置は東側・東大和市駅寄り）に設置されていた。駅舎は芋窪街道に面した南口（立川市側）と駅前ロータリーに面した北口（東大和市側）があった。多摩都市モノレールの建設と同時に芋窪街道は踏切横断による慢性的な渋滞を緩和させるために拡幅されて線路の下をくぐり、西武拝島線の駅は移設・橋上化され、新設された多摩都市モノレールの駅舎と連結された。
西武鉄道の駅としては現在でも以前の旧駅舎が残されている非常に珍しい駅でもあり、駅南側に1989年の駅ホーム2面3線化時に建てられた前駅舎の建物が残されている。その建物は「玉川上水駅」駅看板は剥がされ、旧券売機売り場だった跡地はシャッターで閉鎖されているもの。なお、この建物横の旧改札口のあった場所は現在駐輪場となっている。

### 西武鉄道
島式ホーム2面3線の橋上駅であり、中線の両側をホーム（2・3番ホーム）で挟む形になっている。駅番号はSS33。
東側に玉川上水車両基地があり、始発・終着駅にもなっている。当駅から拝島方面は武蔵砂川 - 西武立川間を除き単線となっており、日中は6本のうち2本が当駅止まりになっている。また、ダイヤの乱れ等発生時に、当駅で打ち切り運転する場合がある。拝島延伸時に設置されたゼロキロポストが、1番線ホーム中央付近にある。
2018年3月より12月まで、『ぐでたま』とのコラボレーションキャンペーンとして、一部の駅名標における表記が「ぐで玉川上水駅」となっていた。

#### のりば
| ホーム | 路線                       | 方向                       | 行先                       | 備考                       |
| ------ | -------------------------- | -------------------------- | -------------------------- | -------------------------- |
| 1      | 拝島線                     | 下り                       | 拝島方面                   |                            |
| 2      | （当駅止まりの降車ホーム） | （当駅止まりの降車ホーム） | （当駅止まりの降車ホーム） | （当駅止まりの降車ホーム） |
| 3・4   | 拝島線                     | 上り                       | 萩山・小平・西武新宿方面   | 3番ホームは主に当駅始発    |

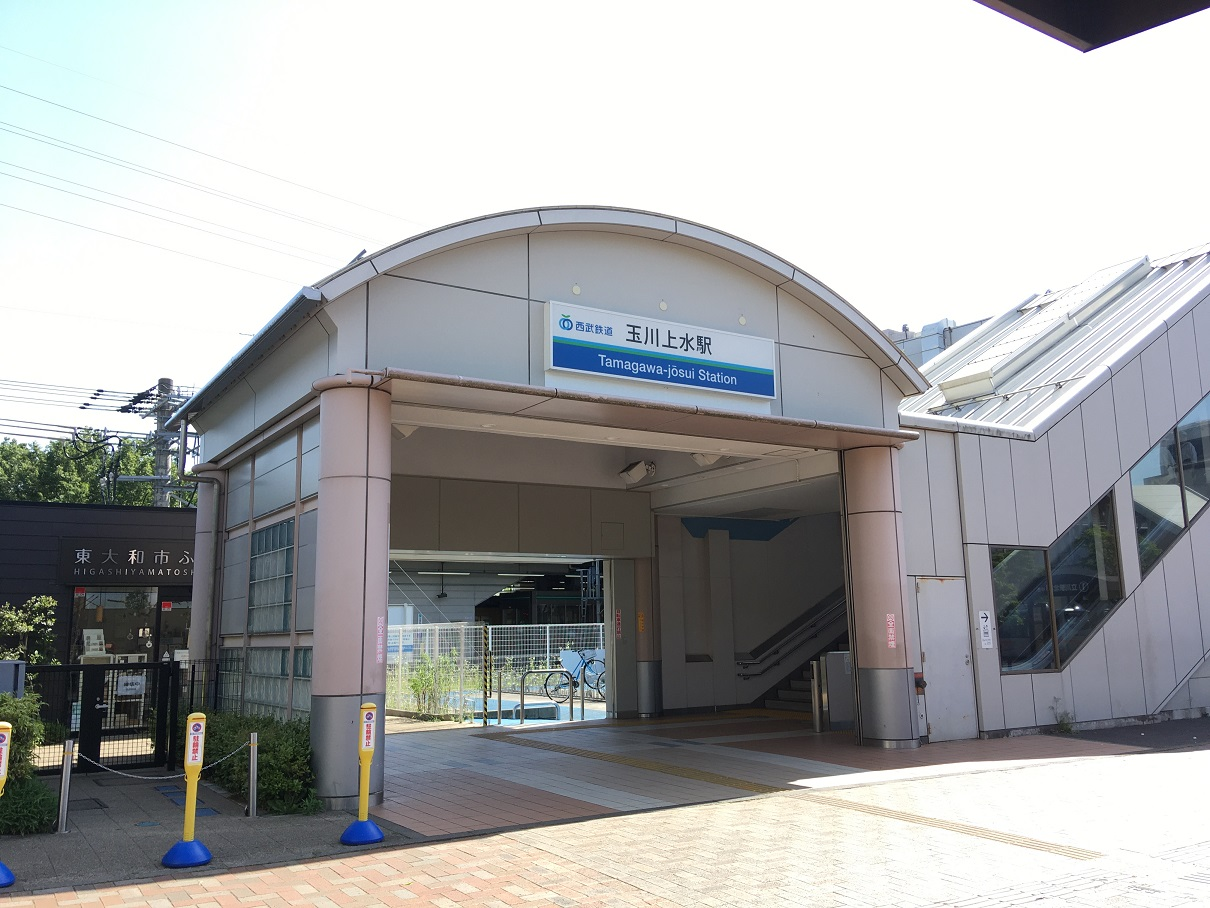
西武線駅入口 （2020年5月）
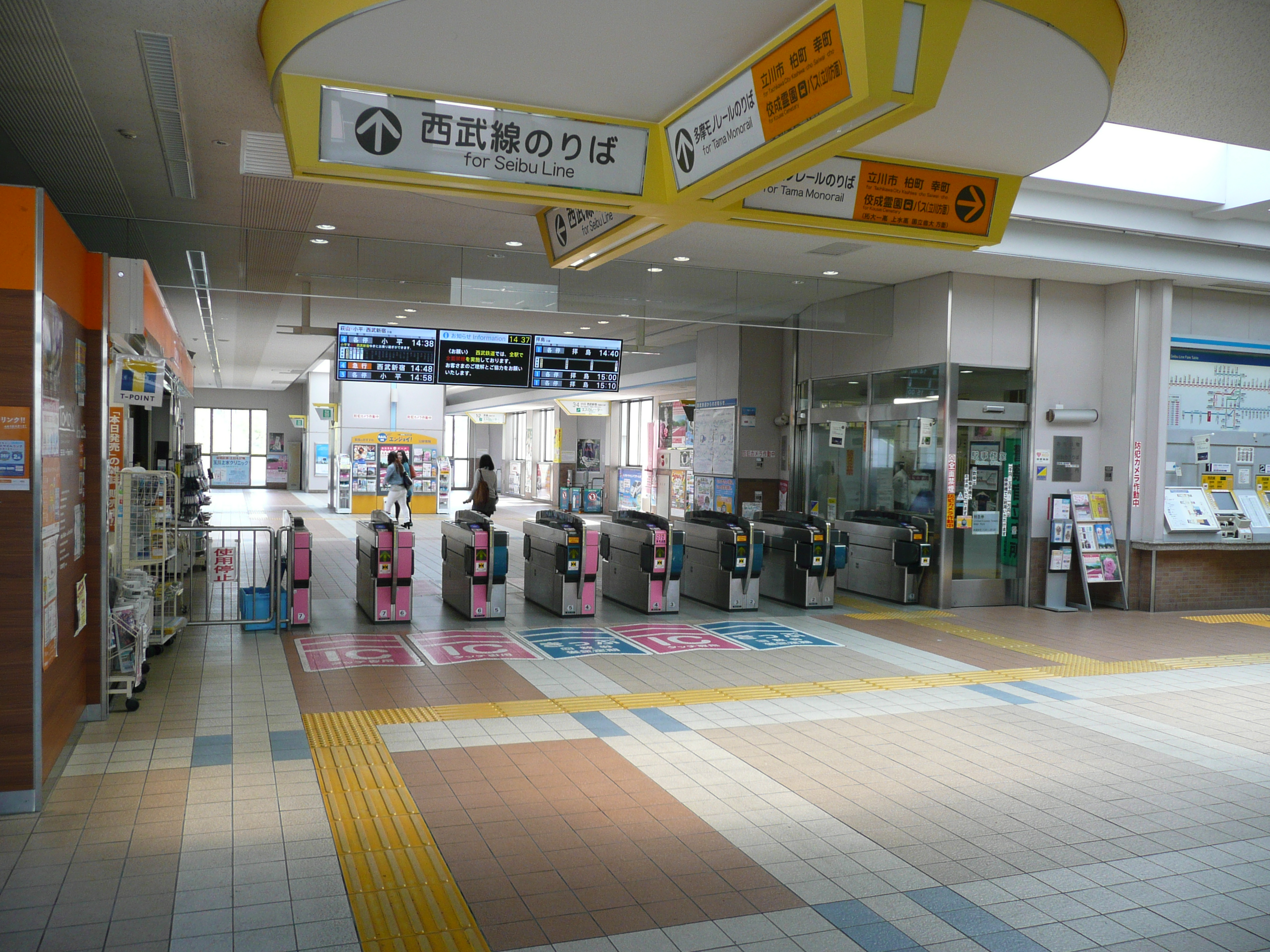
西武線改札口 （2014年4月）
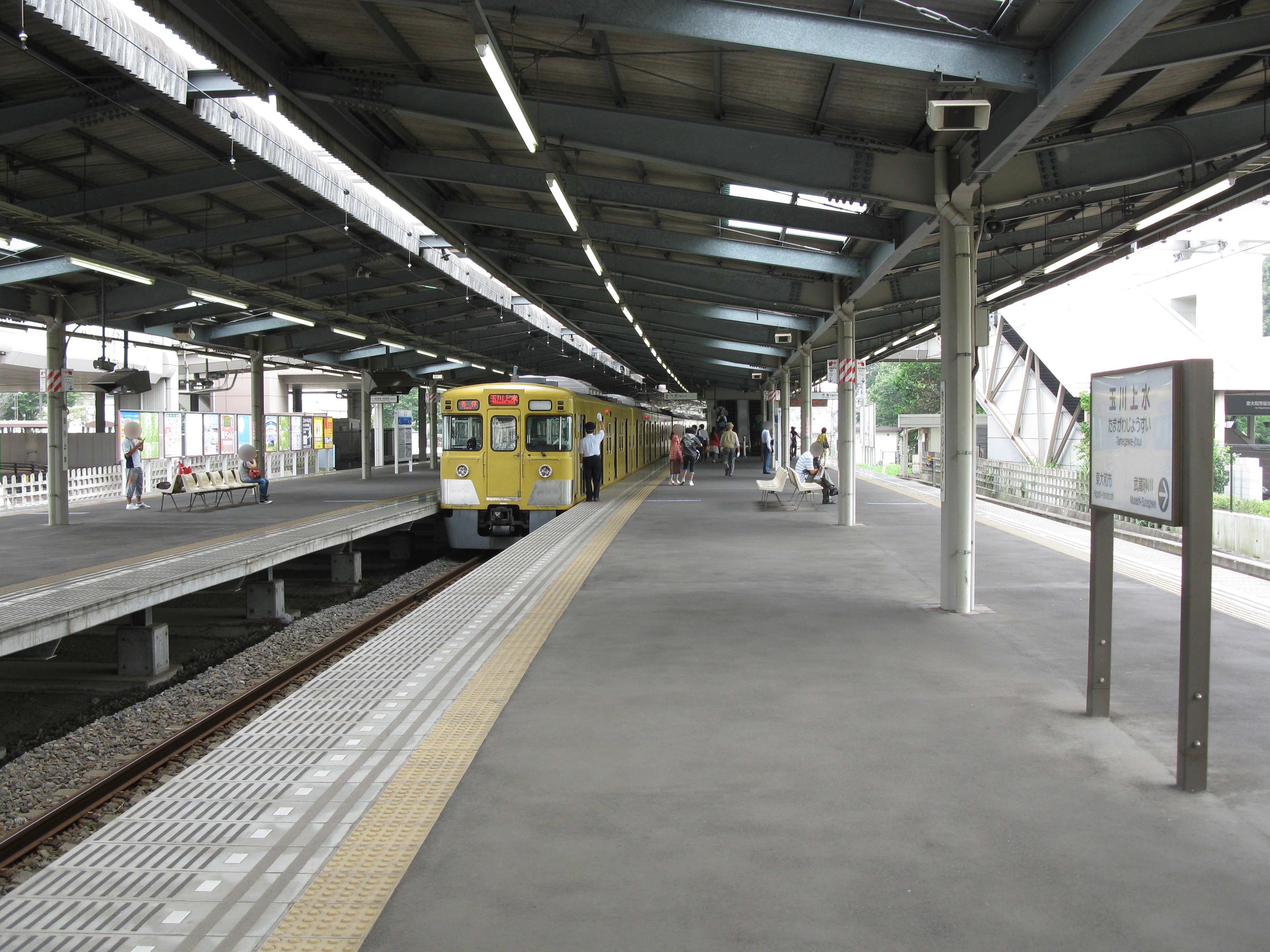
西武線ホーム （2009年8月）
『ぐで玉川上水駅』の駅名標
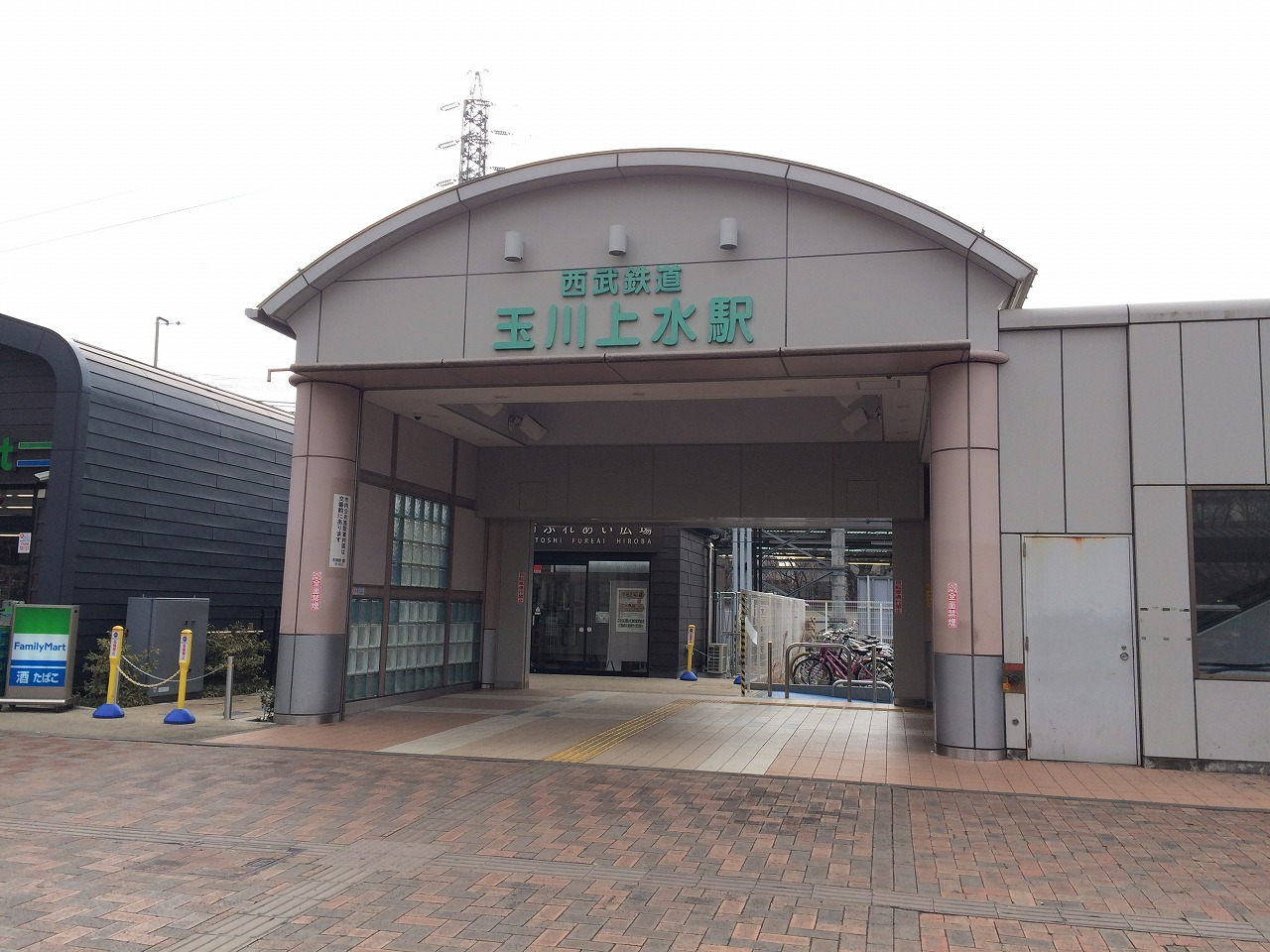
改装前の駅入口 （2016年2月）

### 多摩都市モノレール
相対式ホーム2面2線の高架駅。

#### のりば
| 番線 | 路線                 | 行先             |
| ---- | -------------------- | ---------------- |
| 1    | 多摩都市モノレール線 | 上北台方面       |
| 2    | 多摩都市モノレール線 | 多摩センター方面 |

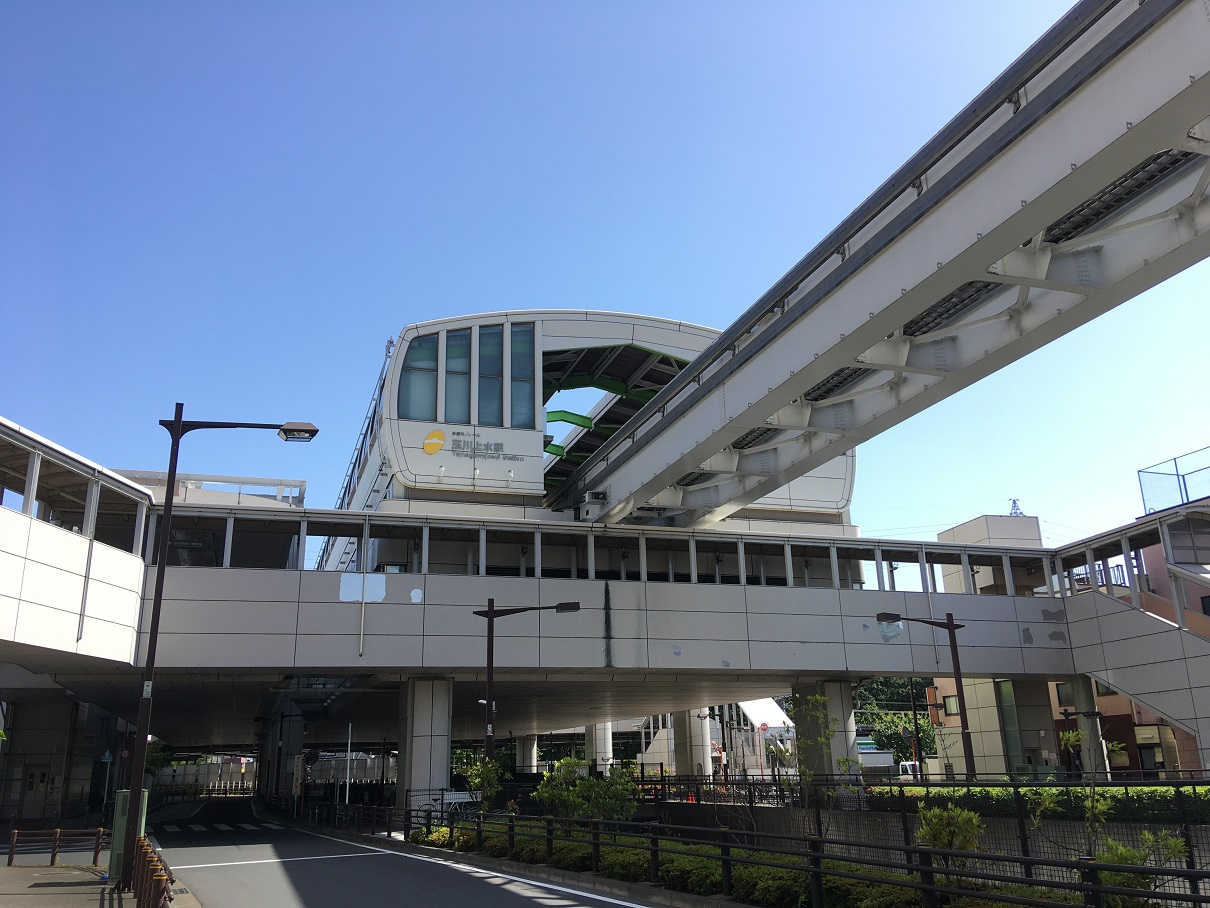
多摩都市モノレール駅舎 （2020年5月）
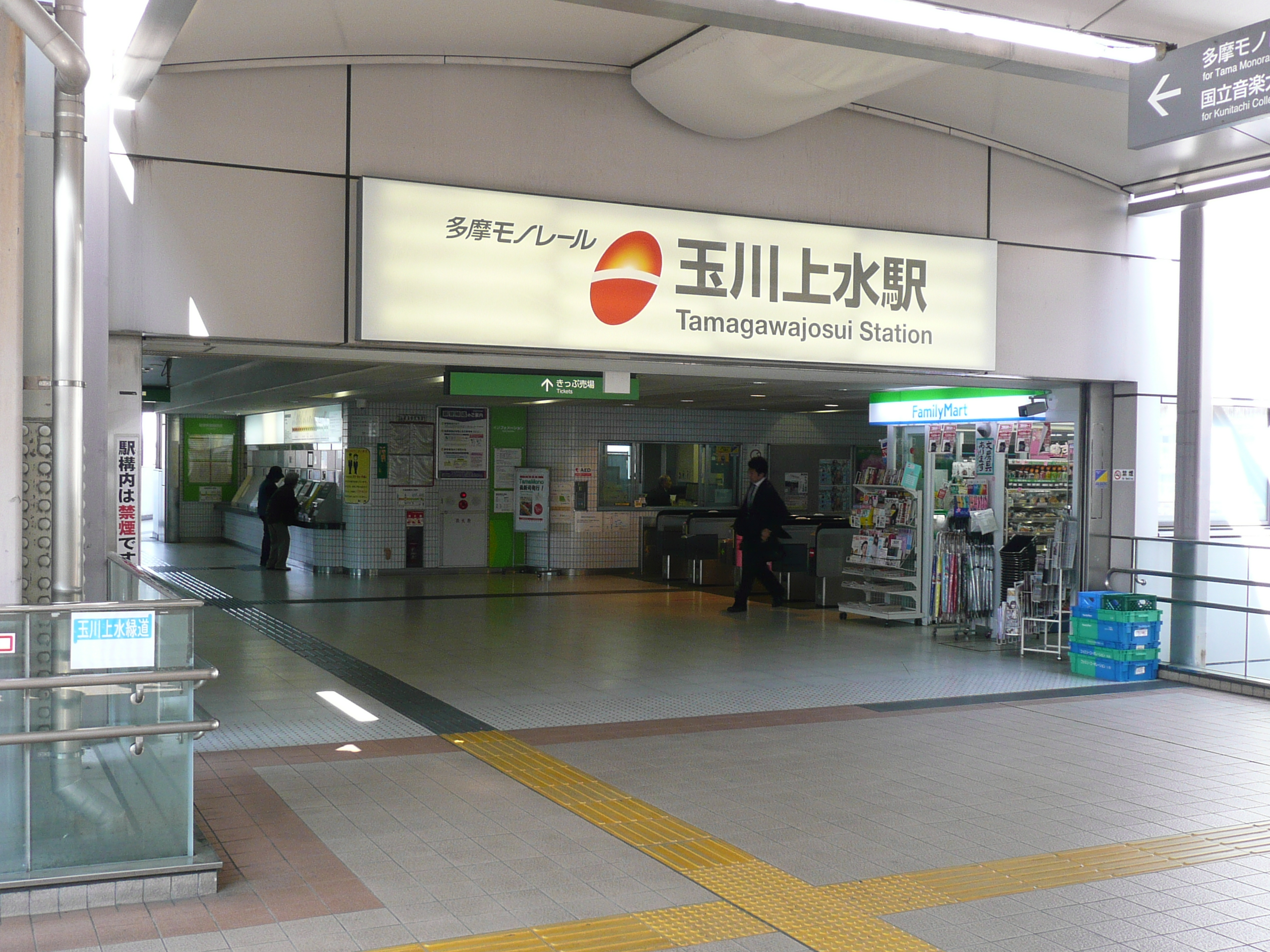
多摩都市モノレール入口 （2014年4月）
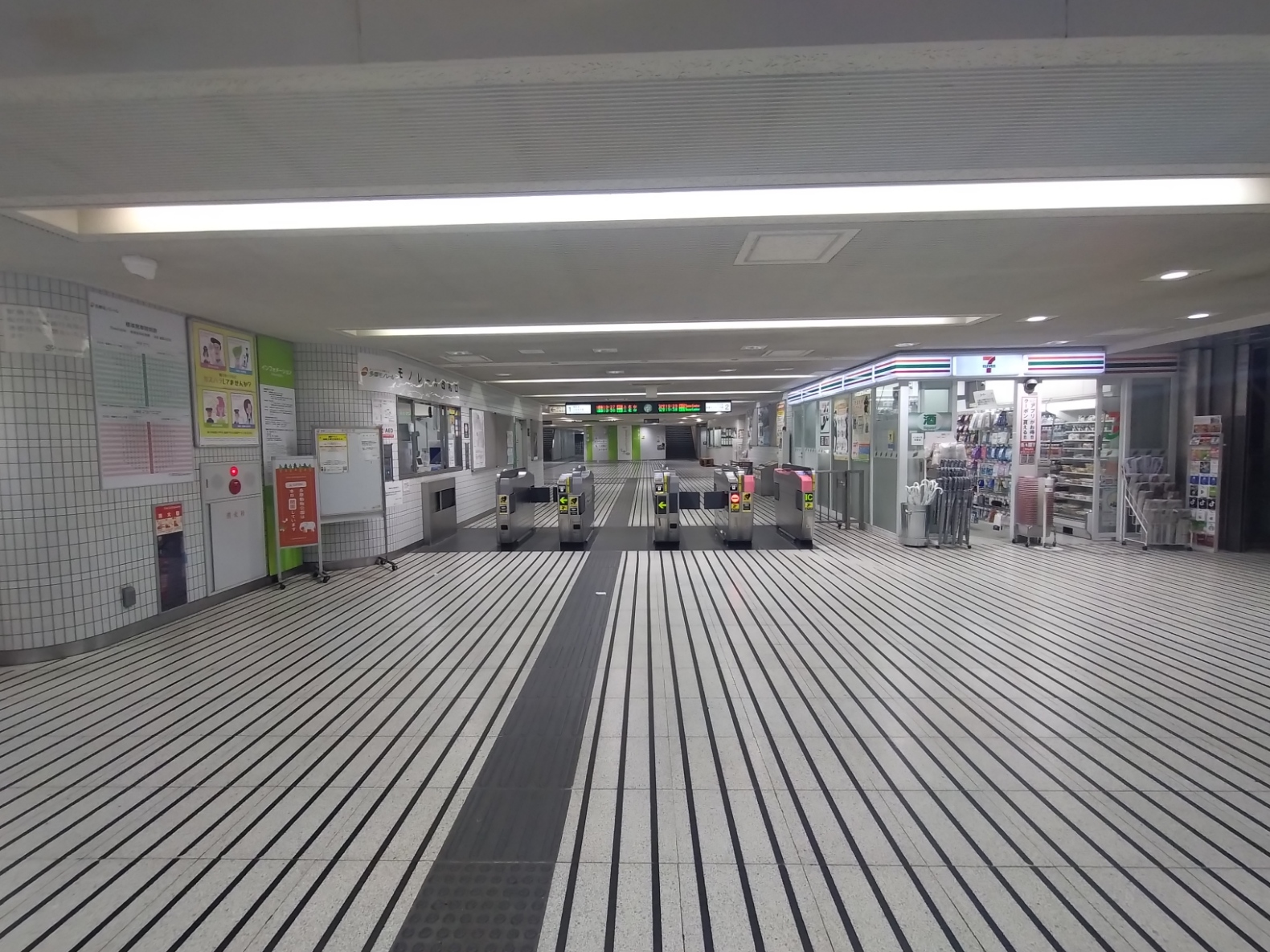
多摩都市モノレール改札口（2025年7月）

## 利用状況
- 西武鉄道 - 2024年度の1日平均乗降人員は39,460人である[西武 1]。
西武鉄道全92駅中22位。
- 多摩都市モノレール - 2024年度の1日平均乗降人員は24,712人である[モノ 1]。
多摩都市モノレール全19駅の中では多摩センター駅に次いで第4位。

### 年度別1日平均乗降人員
各年度の1日平均乗降人員は下表の通り。
| 年度               | 西武鉄道         | 西武鉄道 | 多摩モノレール   | 多摩モノレール |
| 年度               | 1日平均 乗降人員 | 増加率   | 1日平均 乗降人員 | 増加率         |
| ------------------ | ---------------- | -------- | ---------------- | -------------- |
| 1997年（平成09年） | 30,114           |          | 未開業           | 未開業         |
| 1998年（平成10年） | 29,779           | −1.1%    | 7,283            |                |
| 1999年（平成11年） | 29,040           | −2.5%    | 8,781            | 20.6%          |
| 2000年（平成12年） | 31,366           | 8.0%     | 13,857           | 57.8%          |
| 2001年（平成13年） | 32,146           | 2.5%     | 15,581           | 12.4%          |
| 2002年（平成14年） | 31,831           | −1.0%    | 16,197           | 4.0%           |
| 2003年（平成15年） | 31,918           | 0.3%     | 16,852           | 4.0%           |
| 2004年（平成16年） | 34,259           | 7.3%     | 17,085           | 1.4%           |
| 2005年（平成17年） | 34,608           | 1.0%     | 17,268           | 1.1%           |
| 2006年（平成18年） | 35,928           | 3.8%     | 17,997           | 4.2%           |
| 2007年（平成19年） | 37,246           | 3.7%     | 18,792           | 4.4%           |
| 2008年（平成20年） | 38,365           | 3.0%     | 19,614           | 4.4%           |
| 2009年（平成21年） | 38,766           | 1.0%     | 19,872           | 1.3%           |
| 2010年（平成22年） | 39,131           | 0.9%     | 20,329           | 2.3%           |
| 2011年（平成23年） | 38,342           | −2.0%    | 20,096           | −1.1%          |
| 2012年（平成24年） | 39,225           | 2.3%     | 20,811           | 3.6%           |
| 2013年（平成25年） | 40,393           | 3.0%     | 21,432           | 3.0%           |
| 2014年（平成26年） | 40,571           | 0.4%     | 21,487           | 0.3%           |
| 2015年（平成27年） | 41,861           | 3.2%     | 22,567           | 5.0%           |
| 2016年（平成28年） | 42,159           | 0.7%     | 23,327           | 3.4%           |
| 2017年（平成29年） | 42,441           | 0.7%     | 23,841           | 2.2%           |
| 2018年（平成30年） | 42,827           | 0.9%     | 24,569           | 3.0%           |
| 2019年（令和元年） | 42,416           | −1.0%    | 24,696           | 0.5%           |
| 2020年（令和02年） | 29,750           | −29.9%   | 17,085           | −30.8%         |
| 2021年（令和03年） | 33,445           | 12.4%    | 19,935           | 16.7%          |
| 2022年（令和04年） | 37,552           | 12.3%    | 23,158           | 16.2%          |
| 2023年（令和05年） | 38,665           | 3.0%     | 23,740           | 2.5%           |
| 2024年（令和06年） | 39,460           | 2.1%     | 24,712           | 4.1%           |

### 年度別1日平均乗車人員（1956年 - 2000年）
近年の1日平均乗車人員推移は下記の通り。
| 年度               | 西武鉄道 | 多摩都市 モノレール | 出典              |
| ------------------ | -------- | ------------------- | ----------------- |
| 1956年（昭和31年） | 89       | 未開業              | [ 東京都統計 1 ]  |
| 1957年（昭和32年） | 263      | 未開業              | [ 東京都統計 2 ]  |
| 1958年（昭和33年） | 256      | 未開業              | [ 東京都統計 3 ]  |
| 1959年（昭和34年） | 196      | 未開業              | [ 東京都統計 4 ]  |
| 1960年（昭和35年） | 201      | 未開業              | [ 東京都統計 5 ]  |
| 1961年（昭和36年） | 211      | 未開業              | [ 東京都統計 6 ]  |
| 1962年（昭和37年） | 329      | 未開業              | [ 東京都統計 7 ]  |
| 1963年（昭和38年） | 484      | 未開業              | [ 東京都統計 8 ]  |
| 1964年（昭和39年） | 599      | 未開業              | [ 東京都統計 9 ]  |
| 1965年（昭和40年） | 887      | 未開業              | [ 東京都統計 10 ] |
| 1966年（昭和41年） | 2,992    | 未開業              | [ 東京都統計 11 ] |
| 1967年（昭和42年） | 3,734    | 未開業              | [ 東京都統計 12 ] |
| 1968年（昭和43年） | 4,140    | 未開業              | [ 東京都統計 13 ] |
| 1969年（昭和44年） | 4,799    | 未開業              | [ 東京都統計 14 ] |
| 1970年（昭和45年） | 5,403    | 未開業              | [ 東京都統計 15 ] |
| 1971年（昭和46年） | 5,615    | 未開業              | [ 東京都統計 16 ] |
| 1972年（昭和47年） | 6,082    | 未開業              | [ 東京都統計 17 ] |
| 1973年（昭和48年） | 6,751    | 未開業              | [ 東京都統計 18 ] |
| 1974年（昭和49年） | 7,107    | 未開業              | [ 東京都統計 19 ] |
| 1975年（昭和50年） | 7,503    | 未開業              | [ 東京都統計 20 ] |
| 1976年（昭和51年） | 7,929    | 未開業              | [ 東京都統計 21 ] |
| 1977年（昭和52年） | 8,885    | 未開業              | [ 東京都統計 22 ] |
| 1978年（昭和53年） | 9,688    | 未開業              | [ 東京都統計 23 ] |
| 1979年（昭和54年） | 10,126   | 未開業              | [ 東京都統計 24 ] |
| 1980年（昭和55年） | 10,616   | 未開業              | [ 東京都統計 25 ] |
| 1981年（昭和56年） | 11,134   | 未開業              | [ 東京都統計 26 ] |
| 1982年（昭和57年） | 11,488   | 未開業              | [ 東京都統計 27 ] |
| 1983年（昭和58年） | 11,514   | 未開業              | [ 東京都統計 28 ] |
| 1984年（昭和59年） | 11,545   | 未開業              | [ 東京都統計 29 ] |
| 1985年（昭和60年） | 11,956   | 未開業              | [ 東京都統計 30 ] |
| 1986年（昭和61年） | 12,759   | 未開業              | [ 東京都統計 31 ] |
| 1987年（昭和62年） | 13,544   | 未開業              | [ 東京都統計 32 ] |
| 1988年（昭和63年） | 13,989   | 未開業              | [ 東京都統計 33 ] |
| 1989年（平成元年） | 14,167   | 未開業              | [ 東京都統計 34 ] |
| 1990年（平成02年） | 14,644   | 未開業              | [ 東京都統計 35 ] |
| 1991年（平成03年） | 15,260   | 未開業              | [ 東京都統計 36 ] |
| 1992年（平成04年） | 15,660   | 未開業              | [ 東京都統計 37 ] |
| 1993年（平成05年） | 16,066   | 未開業              | [ 東京都統計 38 ] |
| 1994年（平成06年） | 15,956   | 未開業              | [ 東京都統計 39 ] |
| 1995年（平成07年） | 15,582   | 未開業              | [ 東京都統計 40 ] |
| 1996年（平成08年） | 15,452   | 未開業              | [ 東京都統計 41 ] |
| 1997年（平成09年） | 15,414   | 未開業              | [ 東京都統計 42 ] |
| 1998年（平成10年） | 15,312   | 3,705               | [ 東京都統計 43 ] |
| 1999年（平成11年） | 15,046   | 4,433               | [ 東京都統計 44 ] |
| 2000年（平成12年） | 16,348   | 6,993               | [ 東京都統計 45 ] |

### 年度別1日平均乗車人員（2001年以降）
| 年度               | 西武鉄道 | 多摩都市 モノレール | 出典              |
| ------------------ | -------- | ------------------- | ----------------- |
| 2001年（平成13年） | 16,663   | 7,829               | [ 東京都統計 46 ] |
| 2002年（平成14年） | 16,490   | 8,126               | [ 東京都統計 47 ] |
| 2003年（平成15年） | 16,541   | 8,441               | [ 東京都統計 48 ] |
| 2004年（平成16年） | 17,742   | 8,556               | [ 東京都統計 49 ] |
| 2005年（平成17年） | 17,935   | 8,652               | [ 東京都統計 50 ] |
| 2006年（平成18年） | 18,685   | 9,010               | [ 東京都統計 51 ] |
| 2007年（平成19年） | 19,096   | 9,443               | [ 東京都統計 52 ] |
| 2008年（平成20年） | 19,509   | 9,867               | [ 東京都統計 53 ] |
| 2009年（平成21年） | 19,663   | 10,006              | [ 東京都統計 54 ] |
| 2010年（平成22年） | 19,650   | 10,205              | [ 東京都統計 55 ] |
| 2011年（平成23年） | 19,279   | 10,097              | [ 東京都統計 56 ] |
| 2012年（平成24年） | 19,705   | 10,442              | [ 東京都統計 57 ] |
| 2013年（平成25年） | 20,273   | 10,766              | [ 東京都統計 58 ] |
| 2014年（平成26年） | 20,341   | 10,769              | [ 東京都統計 59 ] |
| 2015年（平成27年） | 20,967   | 11,288              | [ 東京都統計 60 ] |
| 2016年（平成28年） | 21,107   | 11,667              | [ 東京都統計 61 ] |
| 2017年（平成29年） | 21,240   | 11,942              | [ 東京都統計 62 ] |
| 2018年（平成30年） | 21,419   | 12,310              | [ 東京都統計 63 ] |
| 2019年（令和元年） | 21,207   | 12,361              | [ 東京都統計 64 ] |
| 2020年（令和02年） |          | 8,560               |                   |
| 2021年（令和03年） |          | 10,000              |                   |
| 2022年（令和04年） |          | 11,620              |                   |
| 2023年（令和05年） |          | 11,899              |                   |

備考
1. 1 2  1998年11月27日、多摩モノレール開業。

## 駅周辺

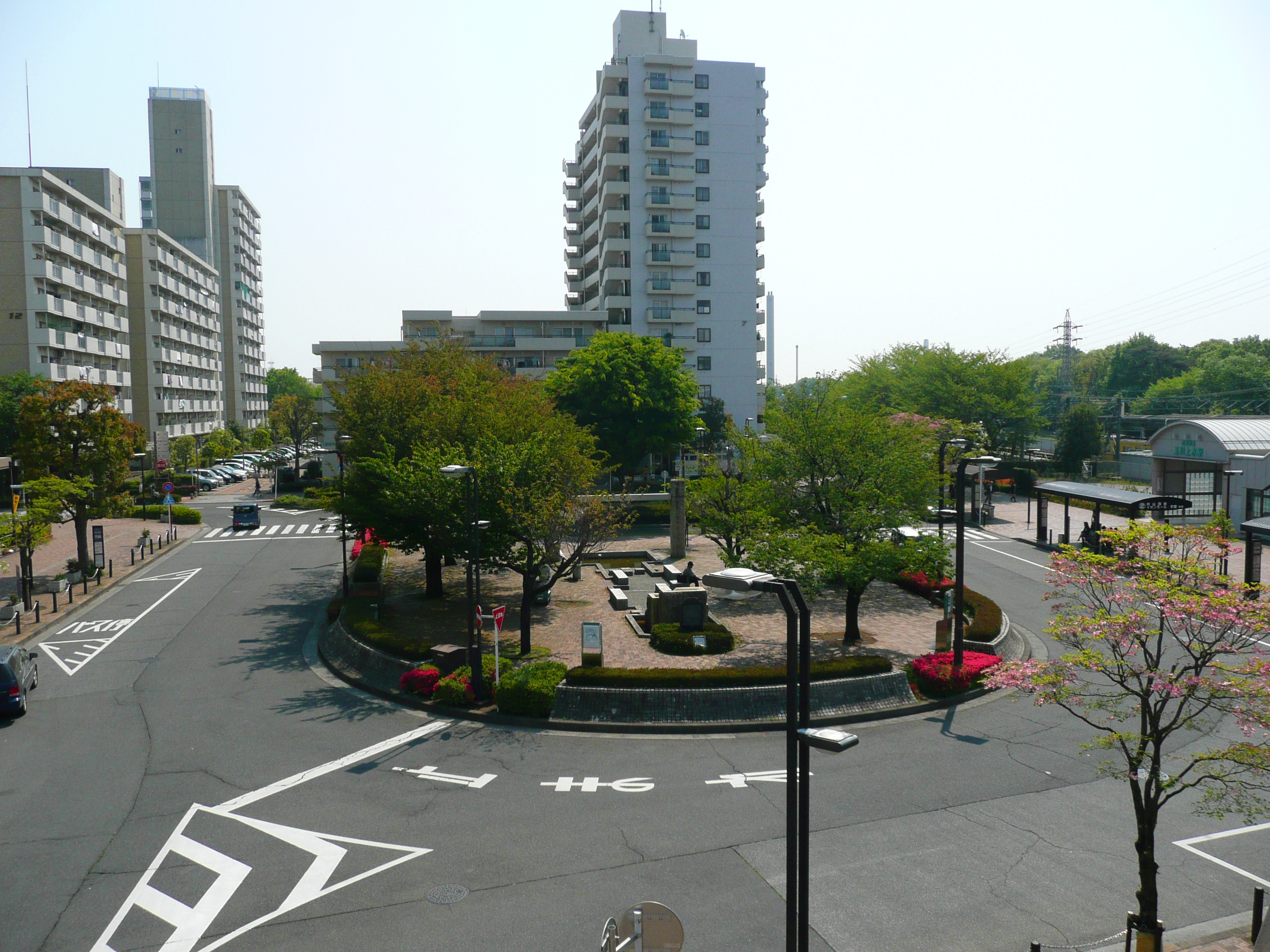
北口ロータリー（2014年4月）

立川市と東大和市との境にある。また、武蔵村山市の南東端および小平市の西端も近い。

### 北口
北方に団地が広がっており、立正佼成会付属佼成霊園、東大和南公園の他、小平方には東京都立東大和療育センターがある。
- 旧日立航空機立川工場変電所

### 南口
駅名の由来である玉川上水に面しており（上水に架かる清願院橋が駅前広場の役割を果たしている）、両岸に整備されている緑道を散策したり、ジョギングをする人が多い。
- 玉川上水はここから300メートル程下流にある東京都水道局小平監視所で水道としての役割を終えており、ここより下流は都の「清流復活事業」の一環として、東京都下水道局多摩川上流水再生センターからの下水処理水を放流している。また、小平監視所直下にある上水小橋は、玉川上水で数少ない水辺に下りて行ける場所である。

### 教育施設
- 駅東側に東京都立東大和南高等学校と東京都立北多摩看護専門学校が、西側に国立音楽大学・拓殖大学第一高等学校・東京都立上水高等学校がある。なお、多摩都市モノレールの駅には「国立音楽大学」という副名称（車内案内放送では使用されない）を付けている。

## バス路線

### 玉川上水駅北口
1番乗り場
- 立23・立25-1：立川駅北口（立飛本社前経由）

2番乗り場
- 立23・玉10：村山団地
- 玉13：芋窪（上北台駅経由）
- 玉12-1：イオンモールむさし村山
- 玉12-2：武蔵村山病院

番号無し
- MMシャトル：村山温泉かたくりの湯（イオンモールむさし村山経由）
- MMシャトル：武蔵村山市役所前
- ちょこバス：東大和市駅
- くるりんバス：西武立川駅北口
- くるりんバス：上水営業所
- 臨時直行：ベルーナドーム（試合開催日のみ運行）

高速バス乗り場
- 草津温泉線：草津温泉（軽井沢駅経由）

### 玉川上水駅南口
1番乗り場
- 立18-1：立川駅北口（青柳新道経由）
- 立20-1：立川駅北口（立飛本社前経由）
- 立21：立川駅北口（熊野神社前経由）
- 立21-2：立川駅北口（立飛東門経由）
- 立90：立川駅北口（立川市役所経由）
- 玉19：応現院（急行）
- 直行：立川競輪場

2番乗り場
- 玉17：武蔵野美術大学[8]
- 玉18：若葉町団地

### 玉川上水駅入口
北方向
- 玉10・立22・立23：村山団地
- 玉13：芋窪
- 玉12-1：イオンモールむさし村山
- 玉12-2：武蔵村山病院
- MMシャトル：村山温泉かたくりの湯（イオンモールむさし村山経由）
- MMシャトル：武蔵村山市役所前

南方向
- 立22：立川駅北口
- 立23：立川駅北口（玉川上水駅経由）
- 玉10・玉12-1・玉12-2・玉13・MMシャトル：玉川上水駅

## 隣の駅
西武鉄道
 拝島線
■拝島ライナー（上りは乗車専用）・■急行・■準急・■各駅停車
東大和市駅 (SS32) - 玉川上水駅 (SS33) - 武蔵砂川駅 (SS34)

多摩都市モノレール
 多摩都市モノレール線
桜街道駅 (TT18) - 玉川上水駅 (TT17) - 砂川七番駅 (TT16)